# La Tour-Blanche
La Tour-Blanche är en kommun i departementet Dordogne i regionen Nouvelle-Aquitaine i sydvästra Frankrike. Kommunen ligger i kantonen Verteillac som tillhör arrondissementet Périgueux. År 2018 hade La Tour-Blanche 399 invånare.

## Befolkningsutveckling
Antalet invånare i kommunen La Tour-Blanche
Referens:INSEE